# Acid lisergic
Acidul lisergic, cunoscut și ca acid D-lisergic, este un precursor pentru o mare varietate de alcaloizi ergolinici, care sunt produși de speciile de fungi din genul Claviceps și care se mai găsesc și în semințele de Turbina corymbosa, Argyreia nervosa și Ipomoea tricolor (gloria dimineții). Amidele acidului lisergic, în special dietilamida acidului lisergic (LSD), sunt folosite ca produse farmaceutice și ca droguri psihedelice puternice. Numele de acid lisergic provine de la faptul că acesta este produs în urma reacțiilor de liză a multor alcaloizi ergolinici.